# Colonarie
Colonarie est une ville située sur la côte est de l'île de Saint-Vincent dans la paroisse de Charlotte, sur la rive de la rivière Colonarie, à environ 5 km au sud de Georgetown (Saint-Vincent-et-les-Grenadines).
Sa population était de 6 849 habitants en 2012
Ralph Gonsalves, premier ministre de Saint-Vincent-et-les-Grenadines, ainsi que Susan Dougan, gouverneur-général, sont nés à Colonarie.